# Востровське сільське поселення
Востро́вське сільське поселення (рос. Востровское сельское поселение) — сільське поселення у складі Нюксенського району Вологодської області Росії.
Адміністративний центр — присілок Востре.

## Населення
Населення сільського поселення становить 519 осіб (2019; 720 у 2010, 909 у 2002).

## Історія
Станом на 2002 рік існувала Востровська сільська рада (присілки Борщовик, Востре, Заболотьє, Пустинь, Сокольна, Стрілка, Ягриш, селища Копилово, Леваш). 2006 року сільрада була перетворена у сільське поселення.

## Склад
До складу сільського поселення входять:
| Населений пункт     | Населення, осіб (2002) | Населення, осіб (2010) |
| ------------------- | ---------------------- | ---------------------- |
| Борщовик, присілок  | 0                      | 0                      |
| Востре, присілок    | 223                    | 218                    |
| Заболотьє, присілок | 8                      | 2                      |
| Копилово, селище    | 277                    | 185                    |
| Леваш, селище       | 375                    | 299                    |
| Пустинь, присілок   | 0                      | 0                      |
| Сокольна, присілок  | 0                      | 0                      |
| Стрілка, присілок   | 2                      | 2                      |
| Ягриш, присілок     | 24                     | 14                     |